# Birgit Nilsson-priset
Birgit Nilsson-priset, The Birgit Nilsson Prize, är ett internationellt musikpris i klassisk musik instiftat av Birgit Nilsson genom Birgit Nilsson Stiftelsen. Prissumman är på en miljon amerikanska dollar och priset delas ut vartannat eller vart tredje år sedan 2009 till en sångare, dirigent, institution eller produktion.
I december 2008, tre år efter hennes död, avslöjades att det efter hennes egen önskan instiftats ett pris, som ska gå till en sångare, dirigent eller en specifik produktion, som uppnått enastående framgångar inom den klassiska musiken. Prissumman är på en miljon US-dollar, vilket gör det till världens största pris inom klassisk musik.
Förutom penningpriset får pristagaren en statyett i keramik, vilken föreställer Birgit Nilsson och är utförd av Ulla Kraitz och Gustav Kraitz. 
Den första pristagaren utsågs av Birgit Nilsson själv, som skrev ned namnet och lade det i ett förseglat kuvert före sin bortgång på juldagen 2005. Hon ville själv att priset skulle avslöjas först tre år efter hennes död. I februari 2009 öppnades därför kuvertet och den första pristagaren avslöjades, den spanske sångaren och dirigenten Plácido Domingo. Kuvertet innehöll dock inte något namn, enligt Rutbert Reisch, tidigare ordförande för Birgit Nilsson Foundation. Birgit Nilsson hade dock flera gånger framfört, att Plácido Domingo borde bli den första pristagaren.

## Prisutdelningen

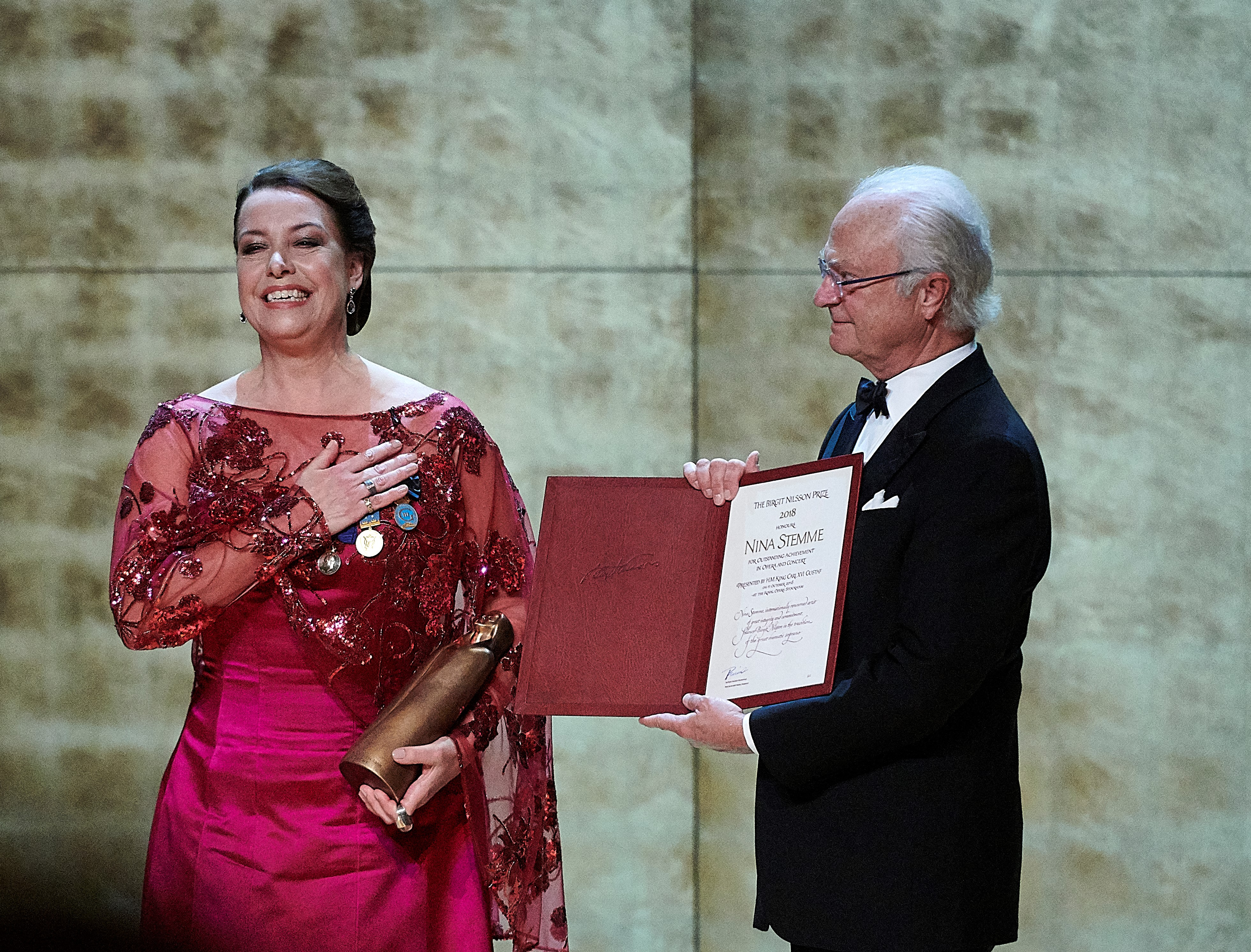
Nina Stemme mottar Birgit Nilsson Prize 2018 från Kung Carl XVI Gustaf.

Utdelningen av det första priset ägde rum på Kungliga operan i Stockholm den 13 oktober 2009. Kung Carl XVI Gustaf överräckte prisstatyetten och ett diplom till Plácido Domingo. Den svenska sopranen Nina Stemme och Kungliga hovkapellet under ledning av den tyske dirigenten Gregor Bühl medverkade också i ceremonin.

## Pristagare
- 2009 – Plácido Domingo[4]
- 2011 – Riccardo Muti[5]
- 2014 – Wienerfilharmonikerna[6]
- 2018 – Nina Stemme[7]
- 2022 – Yo-Yo Ma[8]
- 2025 - Festival d’Aix-en-Provence

## Prisjury
Birgit Nilsson valde den första prismottagaren. Sedan 2011 har mottagarns föreslagits av en internationell rådgivande priskommitté och därefter utsetts av styrelsen för Birgit Nilsson-stiftelsen.

### Priskommitté från 2019
- Susanne Rydén, ordförande för Birgit Nilsson Stiftelsen
- John Allison, Opera Magazine och kritiker på Daily Telegraph
- Manuel Brug, kritiker på Die Welt
- Stefan Forsberg, chef för och konstnärlig ledare av Kungliga Filharmonikerna
- Ara Guzelimian, dekan för Juilliard School of Music
- Elaine Padmore, författare och tidigare operachef för Royal Opera House, Covent Garden